# Communauté de communes Cœur de Combrailles
Die Communauté de communes Cœur de Combrailles ist ein ehemaliger französischer Gemeindeverband mit der Rechtsform einer Communauté de communes im Département Puy-de-Dôme in der Region Auvergne-Rhône-Alpes. Sie wurde am 25. Oktober 1999 gegründet und umfasste zehn Gemeinden. Der Verwaltungssitz befand sich im Ort Saint-Gervais-d’Auvergne.

## Historische Entwicklung
Mit Wirkung vom 1. Januar 2017 fusionierte der Gemeindeverband mit  
- Communauté de communes du Pays de Saint-Éloy-les-Mines und
- Communauté de communes de Pionsat

und bildete so die Nachfolgeorganisation Communauté de communes du Pays de Saint-Éloy.

## Ehemalige Mitgliedsgemeinden
1. Ayat-sur-Sioule
2. Biollet
3. Charensat
4. Espinasse
5. Gouttières
6. Sainte-Christine
7. Saint-Gervais-d’Auvergne
8. Saint-Julien-la-Geneste
9. Saint-Priest-des-Champs
10. Sauret-Besserve